# イエローバス (芸能事務所)
イエローバスは、東京都港区に本社を置く芸能事務所。

## 会社概要
- 社名：株式会社イエローバス
- 創業：1986年6月
- 代表取締役：清水四郎
- 所在地：〒106-0031 東京都港区西麻布4丁目2-11 西麻布NUコート2階

## 所属タレント
- 中里凛
- さかいれい
- 小野寺愛
- 山田ひろこ

## 過去の所属者
- 原久美子
- 中森友香
- 相沢なほこ
- 中村みづほ
- はつみちかこ
- 大久保由美子
- 加藤幸子
- 鈴木かすみ
- 国生貴子